# Teilung des Mongolischen Reiches
Die Teilung des Mongolischen Reiches beschreibt die Geschehnisse, die zur Aufteilung des von Dschingis Khan begründeten Mongolischen Reiches in vier Nachfolgestaaten führten. Die sogenannten Vier großen Mongolen-Khanate waren: Das Tschagatai-Khanat (1229–1571), das Ilchanat (1256–1335), das Khanat der Goldenen Horde (1236–1502) und das chinesische Reich der Yuan-Dynastie (1279–1368).

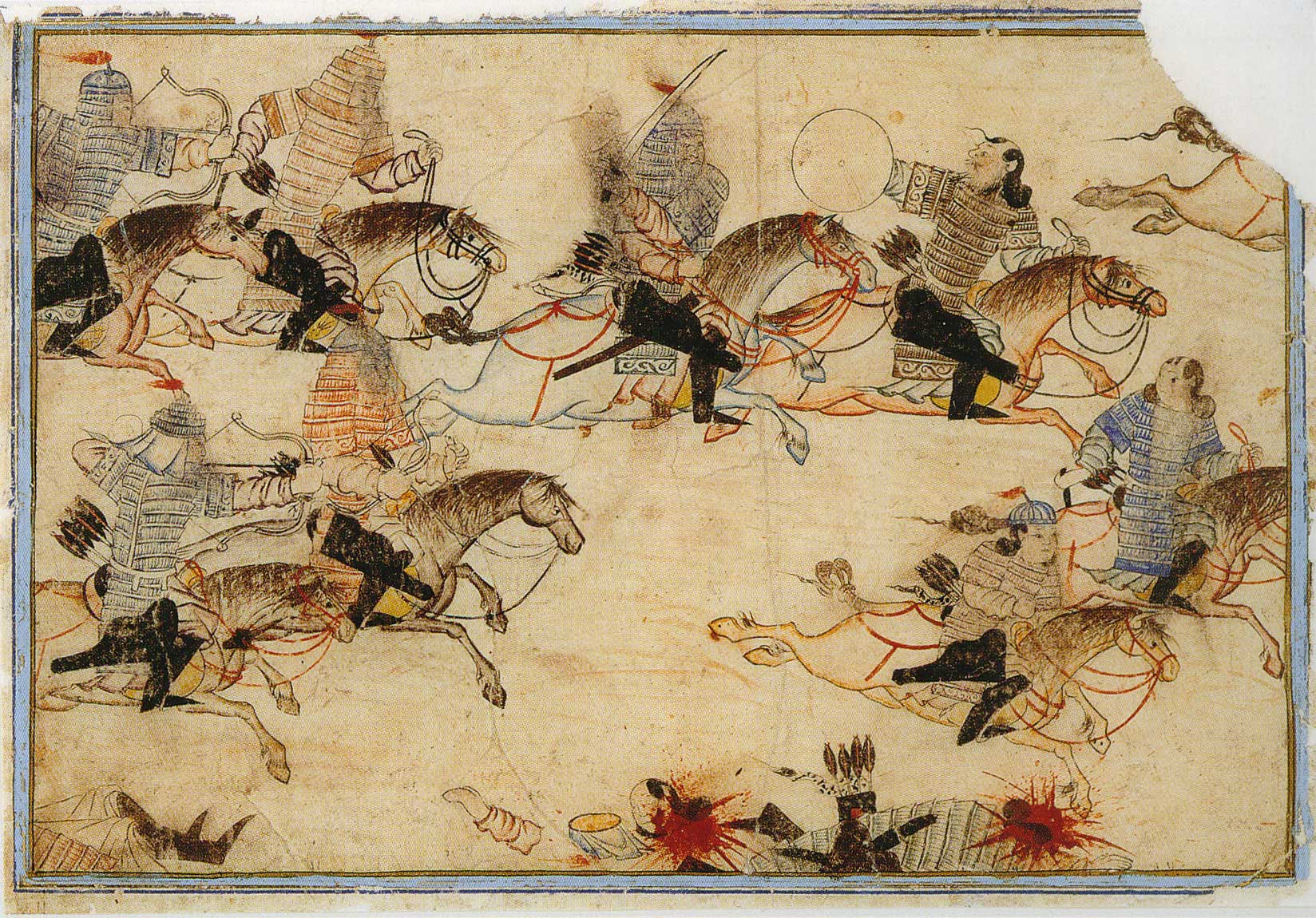
Mongolische Krieger, 14. Jahrhundert

## Vorgeschichte
Mit der Ausdehnung des mongolischen Reiches wuchsen auch die Spannungen zwischen dem zentralen Einheitsstaat und den dezentralen Teilreichen.
Der Beginn der Teilreiche datiert um 1240 zur Zeit von Ögedei, Sohn und Nachfolger von Dschingis Khan, mit der Verteilung von Gebieten – insbesondere Weideflächen – an die Söhne Dschingis Khans bzw. an die entsprechenden Zweige der Dschingisiden:
- Dschötschi: Im Westen die Steppen von Westsibirien über Kasachstan bis Osteuropa
- Tschagatai: Die Steppen von Turkestan und das Tarimbecken
- Ögedei: Die Gebiete des Khagans, Altai-Gebiet und die Dsungarei
- Tolui: Mongolei

Häufig wurden gleichzeitig weitere Rechte an die anderen Familienzweige übertragen.
Landwirtschaftliche Flächen wurden gemeinsam verwaltet. Wichtige Aufgaben wurden von mehreren Beauftragten aus verschiedenen Familienzweigen wahrgenommen („kollegiale Verwaltung“).
Ögedei richtete erstmals regionale Sekretariate ein – eines für die Westgebiete und eines für China. Unter Möngke erreichte das Mongolenreich seine größte Ausdehnung und die zentrale Verwaltung war am ausgeprägtesten.

## Die ersten drei Khagane
Dschingis Khan hatte schon zu Lebzeiten um 1218 nach einem Streit der Prinzen nicht seinen ältesten Sohn Dschötschi, sondern den mittelgeborenen Ögedei zu seinem Nachfolger bestimmt, der 1229 zum Großkhan gewählt wurde. Sein überraschender Tod 1241 führte in Europa zum überraschenden Abbruch des Eroberungsfeldzugs Batu Khans, einem Sohn Dschötschis.
Die Rivalitäten zwischen den Söhnen Toluis und Dschötschis auf der einen Seite und denen Ögedeis und Güyüks auf der anderen Seite führten in den 1240ern zu einer Zeit der Stagnation im Reich der Mongolen.
Ögedeis Nachfolger als Großkhan wurde – nach einer schwierigen Einigung und der Zwischenregentschaft seiner Frau Töregene Hatun – fünf Jahre später (1246) sein ältester Sohn Güyük. Güyük Khan starb bereits 1248 auf dem Weg zu einer Auseinandersetzung mit seinem Rivalen Batu. Die Regentschaft wurde seiner Witwe Ogul Qaimish übertragen.

## Möngke Khan
Nach dem Tod Güyük Khans unterstützte Batu Khan den Sohn Toluis, Möngke Khan, als möglichen Großkhan, aber die diesbezüglichen Verhandlungen und Intrigen zogen sich bis 1251 hin. Schließlich wurde Möngke bei Abwesenheit einiger wichtiger Dschingisiden-Prinzen gewählt. Er konnte seine Macht festigen, indem er die Thronanwärter des Hauses Ögedei nach einer Verschwörung entmachten ließ. Davon waren auch Prinzen des Hauses Tschagatai betroffen. Batu hingegen wurde Möngkes Mitregent.
Möngke übertrug die Kaukasus-Region 1252 an die Goldene Horde. Mit Möngkes Zustimmung folgte Berke seinem Bruder Batu 1255 als Khan der Goldenen Horde. Möngkes Bruder Hülegü übernahm die Macht im Kaukasus und eroberte 1258 das islamische Bagdad – sehr zum Missfallen von Berke, der zum Islam konvertiert war.
Als Möngke Khan 1259 während des Feldzuges gegen die chinesische Song-Dynastie bei der Belagerung der Diaoyu-Festung ums Leben kam, war noch kein Nachfolger bestimmt. Mit seinem Tod endete das einheitliche Mongolische Weltreich.
Die territoriale Ordnung zu diesem Zeitpunkt:
- Der Tolui-Zweig: Der Khagan regierte die Mongolei und die angrenzenden Steppengebiete, zusätzlich die meisten Gebiete Ögedeis wie Altai-Gebiet und Dsungarei. Sein Bruder Kubilai regierte in China und sein Bruder Hülegü im Iran.
- Der Ögedei-Zweig beherrschte nur noch kleinere Gebiete.
- Der Tschagatei-Zweig bestand (geschwächt) in den westlichen Gebieten Zentralasiens.
- Der Dschötschi-Zweig (die Goldene Horde) herrschte in Osteuropa und der Kiptschaken-Steppe, mit zusätzlichen Rechten in Khwarazm, Buchara und Samarkand, die dem Tschagatei-Zweig entzogen worden waren[3].

## Gleichzeitig zwei Khagane

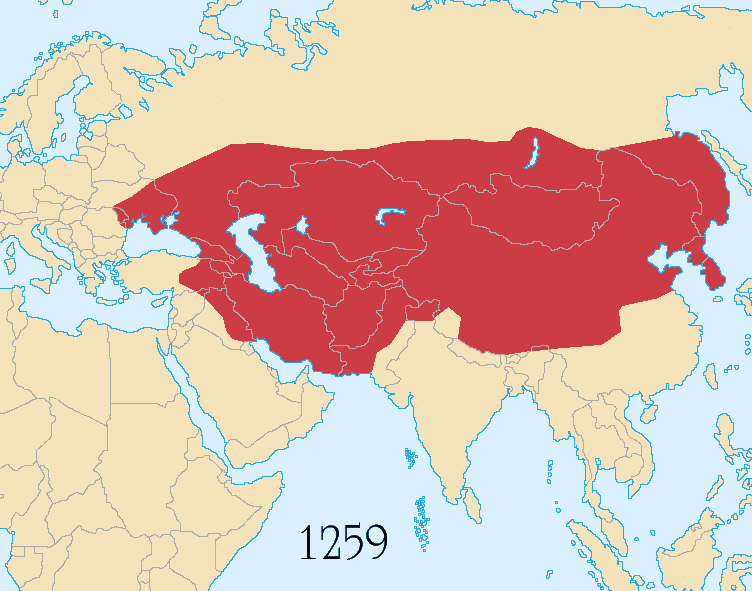
Das Mongolische Reich 1259

Möngke hatte für die Nachfolge möglicherweise seinen Bruder Arigkbugha im Blick gehabt und ihn 1258 zum Befehlshaber Karakorums, der Hauptstadt, gemacht. Große Teile der Familie unterstützten ihn: Berke (Goldene Horde) und Alghu (Tschagatai), der Dschötschi-Zweig und Teile des Ögedei-Zweigs.
Möngkes Bruder Kublai Khan stand für eine wachsende Autonomie der Teilreiche und ließ sich auf einem 1260 selbst einberufenen Kurultai zum Khagan wählen. Er wurde von Hülegü und Kadan (Qadan) vom Ögedei-Clan unterstützt.
Arigkbugha ließ sich einen Monat nach Kublai auf einem zweiten Kurultai zum Khagan wählen.
Zu dieser Zeit griffen die Mameluken das Ilkhanat unter Hülegü an und Berke versuchte dies auszunutzen und griff ebenfalls das Ilkhanat an. In die folgenden Auseinandersetzungen konnten beide nicht eingreifen, da sie mit ihrem Konflikt um den Kaukasus beschäftigt waren.

## Bürgerkrieg
Arigkbugha war in seiner Hauptstadt Karakorum auf die Versorgung durch China angewiesen. Kublai nutzte seine Position in Nordchina und schnitt Karakorum von seiner Versorgung ab, während er gleichzeitig in Südchina, gegen die Song-Dynastie, Rückschläge hinnehmen musste.
Die Zweige der Ögedei und der Tschagatai versuchten ihre früheren Rechte wieder zurückzuerhalten, was dem Ögedei-Zweig – mit einem Teilreich in Talas – nur vorübergehend gelang.
Der Krieg war Ende des Jahres 1261 noch unentschieden, als Algui (auch Alghu geschrieben), der Khan des Tschagatai-Khanats, wegen Tributfragen von Arigkbughas Partei abfiel. Ein Rachefeldzug gegen Algui hatte keinen bleibenden Erfolg. So geschwächt musste Arigkbugha 1263 schließlich kapitulieren. Er wurde in einer Reichsversammlung angeklagt und freigesprochen, blieb danach aber dennoch Kublais Gefangener und starb im Jahre 1266.

## Folgen

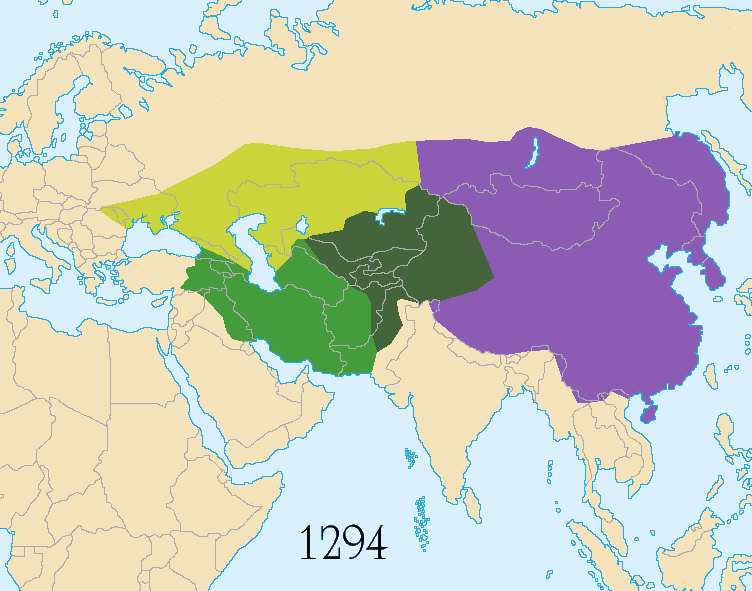
Nachfolger des Mongolischen Reiches:
Khanat der Goldenen Horde
Tschagatai-Khanat
Ilchanat
Reich der Yuan-Dynastie

Kublai Khan verlegte 1256 bis 1274 seine Hauptstadt schrittweise nach Peking und übernahm Verwaltungspraktiken und Kultur der Chinesen, 1260 wurde er Kaiser Nordchinas. Dabei war er sich der Risiken einer Sinisierung der Mongolen in China durchaus bewusst. Seine Politik brachte ihm die Missbilligung eines bedeutenden Teils des mongolischen Adels ein, da dieser einen in der Steppe lebenden Anführer einem in Peking lebenden „Sohn des Himmels“ vorzog.
Die Beziehungen des Kublai Khan zu seinen Dschötschi-Vettern der Goldene Horde blieben distanziert, die zum Khanat Tschagatai waren wiederholt feindselig. Trotz dieser Streitereien konnten die Mongolen die formale Einheit des Reiches noch bewahren.
In den Jahren 1268 bis 1301 kämpften Kublai und sein Nachfolger Timur Khan gegen Qaidu Khan vom Ögedei-Zweig, der sich mit dem Haus Tschagatai verbündet hatte, um die Vorherrschaft im Mongolenreich. Qaidus Sohn und Nachfolger Tschapar wurde in einer militärischen Auseinandersetzung mit den verbündeten Tschagatai und Yuan 1305/6 von Du’a besiegt und abgesetzt. Nach einem erfolglosen Umsturzversuch flohen er und seine Brüder 1309/10 nach China, wodurch sich das Tschagatai-Khanat neu etablieren konnte bzw. das Ögedai-Khanat endgültig verschwand.
Diese Entwicklungen schwächten die Stellung des Großkhans und führte zu einer Aufteilung des ohnehin lockeren Reichsverbandes in vier Teilreiche:
- das Khanat der Goldenen Horde (Süd-Russland)
- das Tschagatai-Khanat (Zentralasien)
- das Ilchanat (Persien)
- das Reich der Yuan-Dynastie (China)

Kleinere Herrschaften – wie die der Kartiden in Herat – sind hier nicht berücksichtigt.
Nach dem Tod Kublais wurden die nachfolgenden Khagane nur noch aus seiner Nachkommenschaft gewählt, andere Prinzen waren von der Thronfolge ausgeschlossen. Diese Herrscher setzten Kublais Politik fort und konzentrierten sich weitgehend auf die Verwaltung Chinas. Es gab immer wieder Interessenkonflikte zwischen pro-chinesischen und pro-mongolischen Parteien bei Hofe zu beobachten, doch meistens setzten sich die Vertreter Chinas durch. Versuche zur Erneuerung des mongolischen Reichsgedankens, etwa zur Zeit von Külüq Khan oder Qoschila, blieben daher ohne Erfolg.